# 春聯

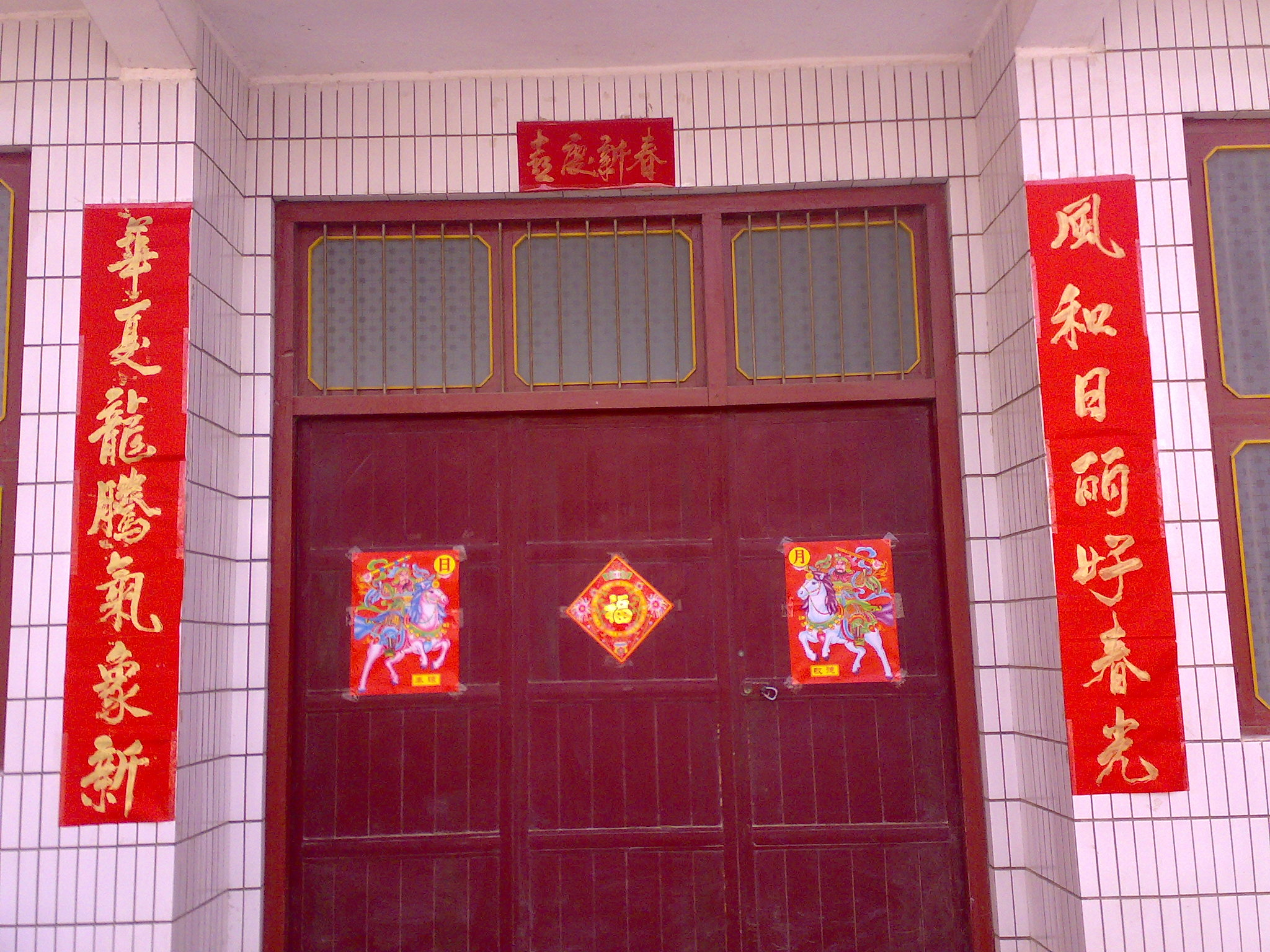
斗方、門神、楹聯與橫批春聯

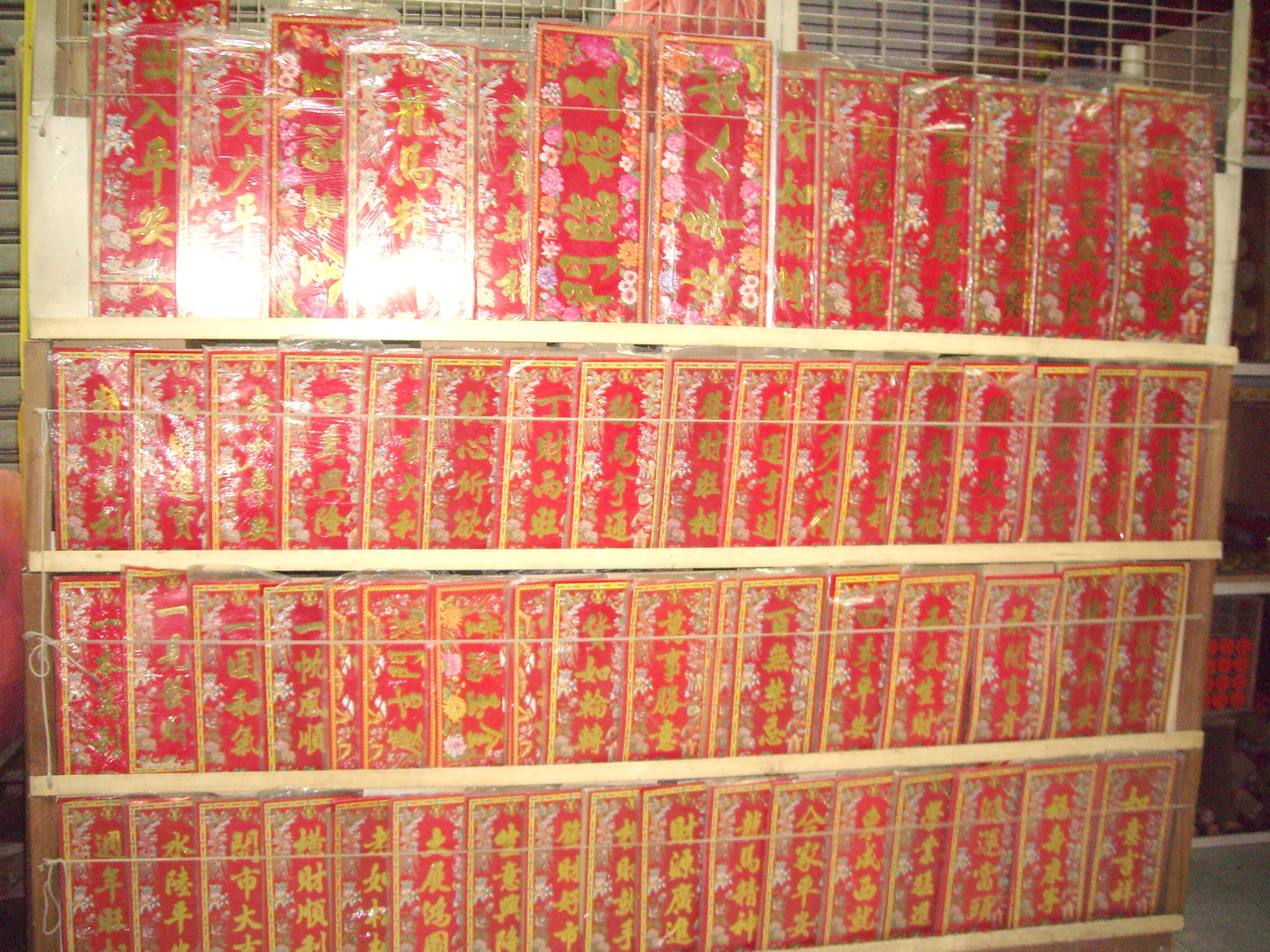
店舖售賣的燙金字印刷春條、橫批

春聯也作福貼，粵語稱作揮春，是一種在春节時使用的傳統裝飾物，把賀年的吉利字詞用漂亮的書法，寫在紙上而成，一般是貼在牆、門之上，在華人社會、每逢過年人們都會貼春聯，除了增加節日的喜慶氣氛，也沿襲桃符信仰，有為新年祈福、辟邪的寓意。其中寫成對聯的又叫春聯，但有些地區「春聯」也是各種春聯的統稱，而有些地區又把條狀、不成對的春聯稱為春條。
傳統春聯是由人手以毛筆書寫，但現在亦有機器印製的春聯。春聯的種類較多，有街門對、屋門對等，春聯多有橫批。

## 历史

### 起源
春聯源於中國的宋朝，其起源可以分為三方面：宜春帖、桃符、延祥詩。
宜春帖，是春聯的起源之一，又名「春書」，在南北朝時已經出現，是人們祈求招祥納福的物品，是於立春日用色紙剪成「宜春」二字，張貼在門柱上，也有一些是寫成單句的其他吉祥話，貼於門楣上。南朝梁宗懔所著的《荊楚歲時記》載，當時立春日湘、鄂兩地人們除了用彩色的绸布剪成燕子的形状戴在头上外，还要写“宜春”二个字贴在家中，即宜春帖，又稱春帖。唐朝孙思邈的《千金玉令》也有提到人們於立春時張貼宜春帖。由於立春與春節接近，而宜春帖的形式又與現在的春條、橫批相似，一些學者認為現在的春條、橫批是直接源自宜春帖，只是名稱不同。

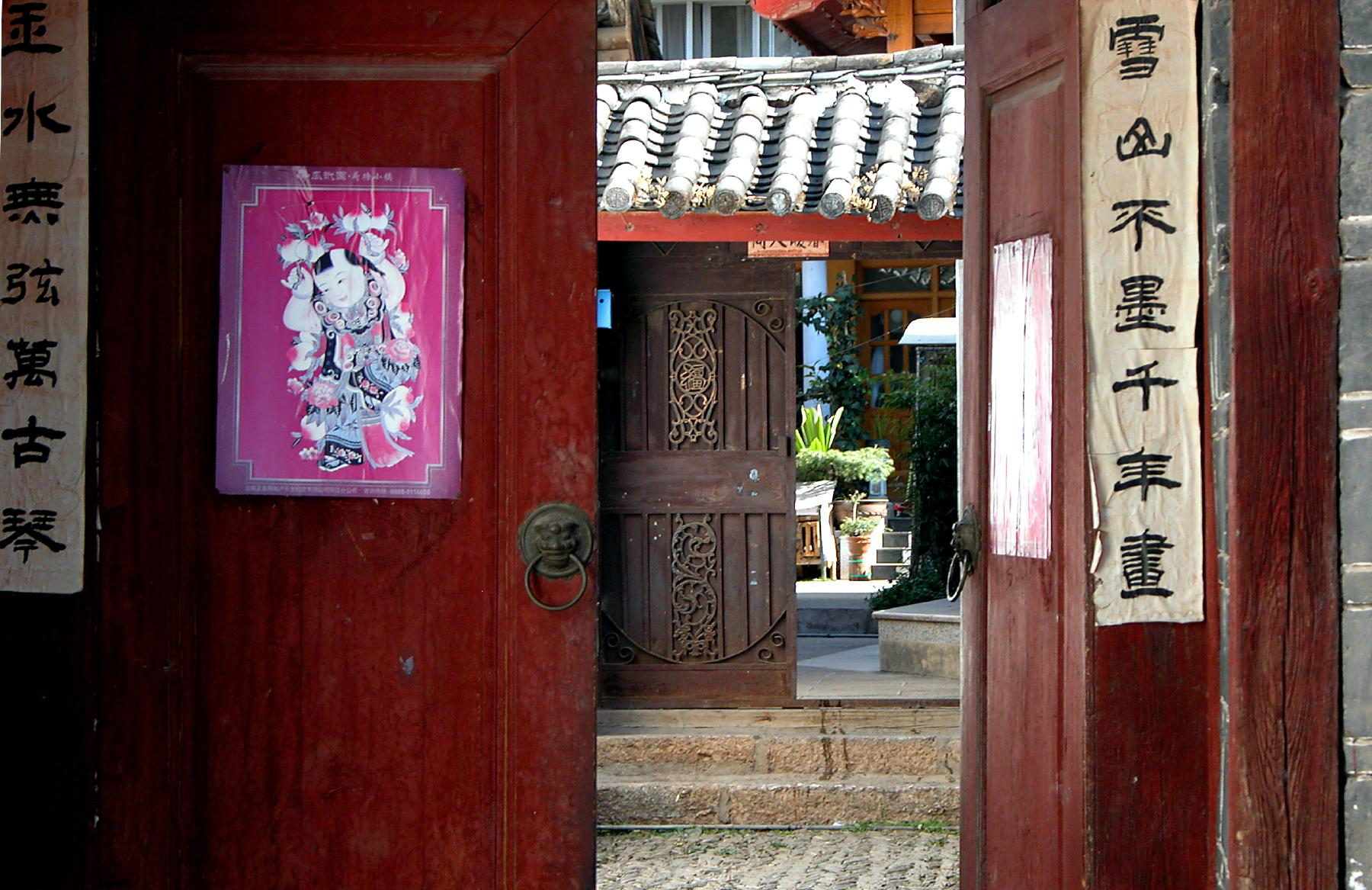
年畫與褪色的春聯

桃符是春聯的另一個起源。桃符是民間於春節時用桃木板畫上神荼、鬱櫑二神驅避鬼怪的物品，古代傳說東海度朔山有大桃樹，桃樹下有主管萬鬼的神荼和鬱櫑。遇作祟的鬼就會把它捆起來餵老虎。。後來人們在桃符上寫上一些吉祥語句。在唐朝時，楹聯開始出現。《敦煌遺書》就記載了一些楹聯，帶有吉祥寓意，部份學者，認為這是最早的楹聯，如敦煌研究院研究員譚蟬雪於《文史知識》1991年4月號一篇題為《我國最早的楹聯》的文章裡提出這種說法，但直至現在仍未有實質證據證明這些對仗的句子是楹聯或春聯。到了五代的時候，蜀主孟昶親自在桃符上題了“新年納餘慶，佳節號長春”一聯，一般人都把它看做是最早的春聯。
一說宋朝桃板為薄木版，長二三尺，寬四五寸，掛在門上，可畫年畫。桃符為長七八寸細木條，書祈福禳災之辭，歲旦插於門左右地而釘之。因此春聯應為桃板演變而來。
延祥詩也是春聯來源之一，又稱「春帖子」、「春帖子詞」、「帖子詞」，是古代朝廷在立春時要翰林文士写帖子词进献。延祥詩內容以描寫景物、歌頌昇平或寓意規諫為主，文字工麗，多為五言、七言絕句，周輝的《清波雜誌》就提及歐陽修、蘇軾的春帖子以規諫為主，司马光則作出楷式
。這些詩詞會張貼於宮門以及宫苑各殿堂楼阁上，宋朝時很盛行。一些成對的聯句到後來也就變成春聯的一種了。

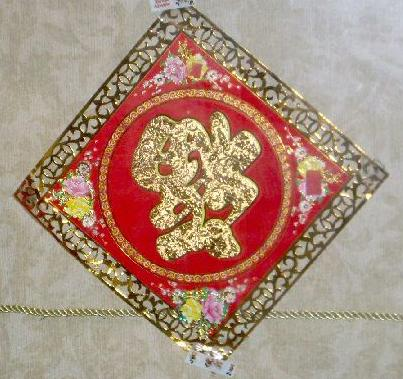
現代倒貼福字斗方

後來的春聯就是民間桃符、宜春帖與宮廷帖子词互相影响的產物，趨吉的宜春帖與避凶的桃符混合為一物，帖子词简化成了桃符的两句话，桃符简化成了帖子词的纸张书写粘贴。宋代造紙術和印刷術較發達，于是在宋代纸春联的载体就产生了，並成為一種風俗。王安石詩中就寫過：“千門萬戶瞳瞳日，總把新桃換舊符。”。北宋《歲時雜記》載，當時人們把吉祥語句刻在桃木板上。南宋《夢梁錄》記載當時出現一種「迎春牌兒」，又說除夕要「貼春牌」，這可能是紙製的桃符。有些人認為春牌就是福字春聯。宋代春季常有瘟疫，為防瘟疫，春聯橫批（「天行帖子」）都是「順天行化」。
用紅紙書寫桃符始于明朝，亦出現了「春帖」一詞，貼春聯的習俗也在明朝開始盛行，據明朝陳雲瞻的《簪雲樓雜話》記載，春聯是因為明太祖朱元璋提倡而普及的，此外還有另外一些春聯的傳說是關於朱元璋的，傳說朱元璋在明初一個除夕在當時的首都金陵（今南京）微服出行，發現其中一戶人家沒貼春聯，問到戶主，得知他們因為沒人會寫字又無人代寫春聯，於是朱元璋就根據戶主當屠戶的職業寫下「雙手劈開生死路，一刀割斷是非根」的春聯。福字倒貼來由的其中一個說法也跟朱元璋有關，朱元璋有一次用「福」字作為記號殺人，他的皇后馬氏知道後就下令全城人家必須在天明之前在自家門上貼上「福」字，其中一戶不識字的人家卻把福字貼倒了。第二天朱元璋發現家家都貼了「福」字，也知道那家人把福字貼倒了，就命令御林軍把那家滿門抄斬。馬皇后看事情不好就忙對朱元璋說，那家人是知道他來訪，故意把福字貼倒了，表示「福到」的意思，皇帝一聽有道理，便下令放人。從此人們一求吉利，二為紀念馬皇后，便將福字倒貼起來了。

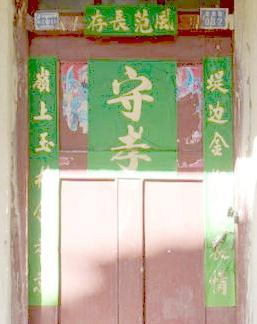
喪家的青色春聯

到清朝時，貼春聯的習俗已經很普及。當時的《燕京歲時記》就描述當時北京城自臘月起就有很多文人墨客寫春聯潤筆，春聯的顏色在當時有等級區分，民間的春聯用朱箋或紅紙，內廷或宗室則用緣以紅邊、藍邊的白紙。此外還有其他的禁忌和限制，如未服滿三年喪期的不能用紅紙，死者為男性用青色，死者為女性用黃色，內容也改成哀傷之詞，也有男用藍色、女用黃色。有些地區是不論男女皆用藍色。亦有些地區的習俗是喪家第一年用白色，第二年用黑色，第三年用藍色。梁章鉅編寫了春聯專著《檻聯叢話》，顯示在當時已成為一種文學藝術形式。
春聯的內容除了有意義的吉祥語句外，一些文盲也會用紅紙寫上「十」字作為春聯之用。據1940年代的陕西《宜川縣誌》载，人們會寫吉祥語句，不識字的鄉民則寫「十」字。

新式的絨布掛軸式春聯

在工業化之後，市面上也有一些機械印製的春聯出售，亦有些不用紙張，而用其他物料如布、塑膠製造，可使用多次。亦有一些以紙板製式的立體春聯，部份還有一些卡通圖案，受年輕人歡迎。而傳統式的手寫書法春聯仍然受人喜愛。近年受西方文化影響，也出現一些文字排列從左至右的橫批。

### 日本
日本的新年和立春都有貼吉祥語句的習俗，其中立春聯的稱為立春札，又因為經常寫上「立春大吉」四字，所以又稱立春大吉札。立春札多由佛寺、神社發出，以白紙製作，常見的語句為「立春大吉，鎮防火燭」。也有些人會自己書寫。
新年貼的稱為正月札，顏色並沒有一定限制，常見的語句有「開運招福」、「大入」、「交通安全」、「家内安全」（家内安全）、商賣繁昌（商売繁昌）、「千客萬來」（千客万来）等。

### 朝鮮

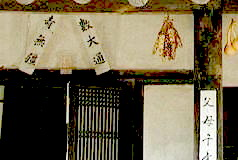
朝鮮傳統民居的立春榜

貼春聯的習俗也見於朝鮮半島，稱為立春榜、立春書、立春帖、立春祝等，濟州島叫（其中為固有詞，祭祀之意）。是春聯的吉祥文句，貼在大門或大梁、天井，表達新年的祝福。雖然朝鮮半島在日常生活已普遍使用諺文多年，但立春榜仍然用漢字書寫。
與中國的春聯相同，朝鮮立春聯的其中一個源由是延祥詩。金邁淳《洌陽歲時記》（열양세시기）載，朝鮮王朝時期，承政院（승정원）的正三品以下官员和侍从每人在立春几天前要给國王呈五言绝句一首，然後再擇好句貼於宮內柱子上，就是立春帖。初期只有兩班貴族府邸和宮廷才會貼立春帖，後來才流傳到民間。因此朝鮮有句俗語「店舖門前的立春帖」，引申為「格格不入」的意思。
至於成對的春聯（춘련），朝鮮王朝末年實學家柳得恭所著《京都杂志》記載，在首都汉阳地区（今首尔），人们有在立春这一天贴对联的习俗，如「父母千年壽，子孫萬代榮」、“国有风云庆，家无桂玉愁”、“灾从春雪消，福逐夏云兴”、“扫地黄金出，开门万福来”、“天上三阳近，人间五福来”、“门迎春夏秋冬福，户纳东西南北财”等，多貼於楹柱、門柱上。又有成對的對句（대구）如“寿如山，富如海”、「歲大通，壽無疆」、“去千灾，来百福”、“立春大吉，建阳多庆”、“国泰民安，家给人足”等，貼於門上或樑上，常會直貼或對稱斜貼呈尖角形。對句與春聯的差異在於對句不一定合乎平仄，並且一般為三至五字，較常見的五至七字春聯短。

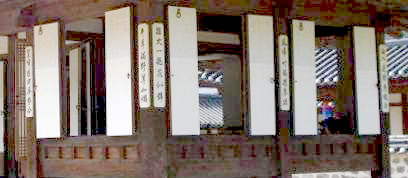
貼於柱上的短句立春帖

此外，也有單句張貼的短句（단구），如「春到門前增富貴」、「春光先到古人家」、「一家和氣滿門楯」、「人情富貴如將得」、「玉洞桃花萬樹春」等。也有一些是三至四字的單句如「雨順風調」、「開門萬福」，一些常用對句的立春帖亦可以單句張貼。還有單字的斗方如「龍」、「虎」等。

### 越南

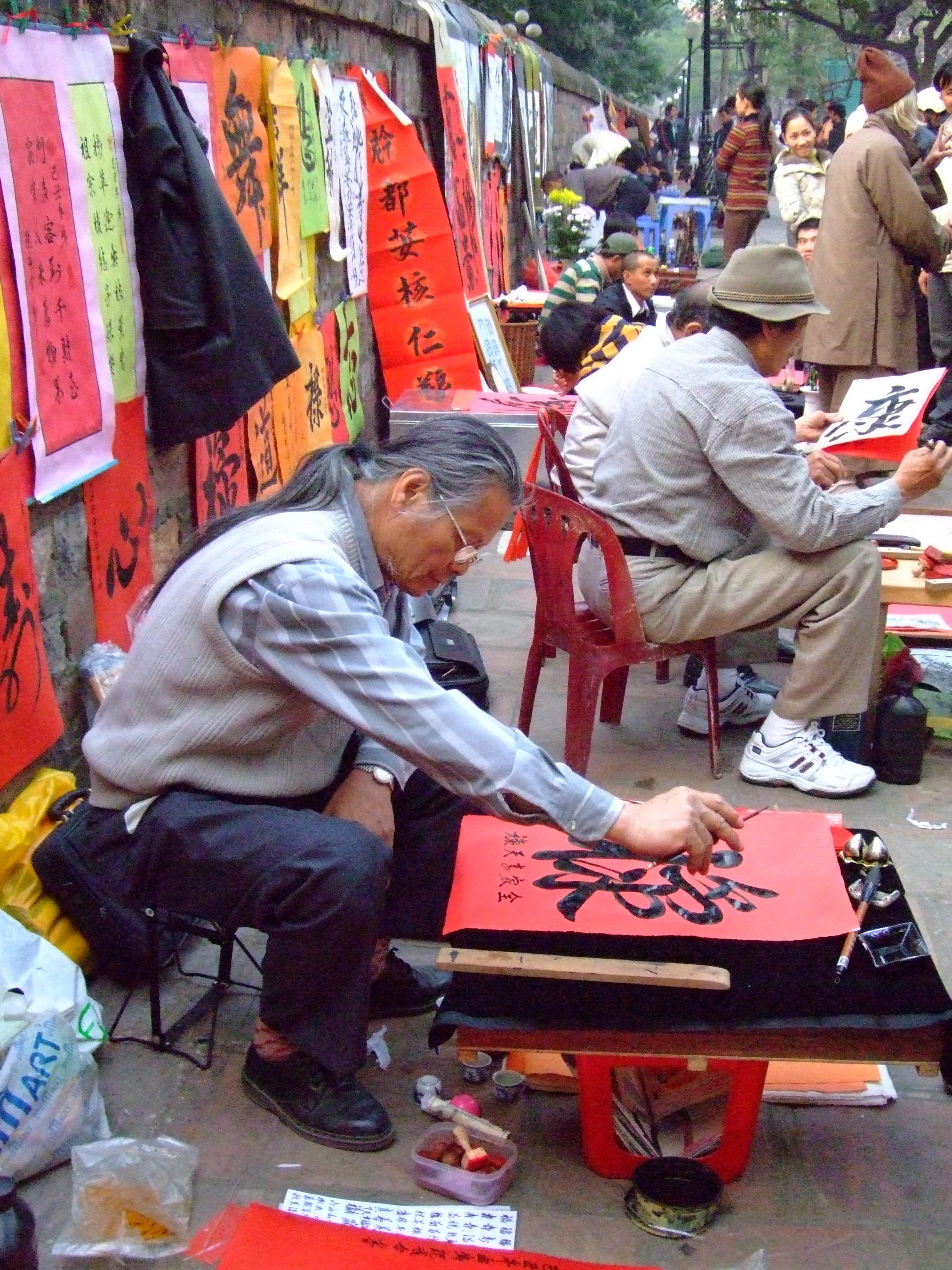
越南街頭寫漢字春聯的人

在越南，稱為「Câu đối 」(對句)，也有春節時貼春聯的習俗，傳統的春聯是用墨把漢字（儒字）寫在紅紙上的，形式與中國的春聯相若，有門聯、門心、斗方、春條等。另有一種字畫形式的春聯，以單字如「忍」、「達」、「心」為主，並且有落款，有寫在紅紙上的，也有寫在白紙上的。越南國語字普及後，有些春聯會用毛筆以漢字書法的筆法，用國語字寫成，甚至有些是寫上固有詞如（表示「新年快樂」的越南語固有詞）但仍然有不少越南人喜愛漢字寫的春聯。在歲晚期間，常有一些會寫漢字書法的人在街頭擺攤檔寫春聯，由於現在越南不少年輕人都不懂寫漢字，在街頭賣手寫漢字春聯的大多是老人家。
除了傳統手寫春聯外，近年市面上也有一些機印春聯出售，在大城市如胡志明市可以看到許多售賣印刷春聯的店舖。有印上漢字的，也有印上越南國語字的。亦有些其他物料製造、可多次使用的新式春聯。

## 常見種類及樣式
春聯可以分為以下種類：
| 名稱         | 寫真 | 概述 |
| ------------ | ---- | --- |
| 斗方         |      | 也叫「斗斤」，用正方形紙斜放豎立，尖角向四邊放，書寫字樣。可寫單字如「春」、「福」、「滿」等，其中「福」字常會倒貼，山西、陝西一帶又有倒貼「有」字斗方的習俗。寫二字的則是直寫，如「大吉」、「常滿」。也有四字的如「花開富貴」。多貼在內門、米缸或花盆上。古代還有一個60多筆的「一」字，表示對新一年萬象更新的期盼。 |
| 合字斗方     |      | 有些是把幾個字的語句寫成合字斗方春聯，在宋朝已經出現，字形配合字義有「吉祥」的寓意。例如「黃金萬兩」採取縱向組合中的筆畫搭借，猶如財富積累；「日進斗金」和「招財進寶」的「斗」字十字格和「進」字辵之底的運用，形似車載，財源滾滾。                                                                                   |
| 門心（門葉） |      | 貼於大門兩扉的叫做「門心」或「門葉」，等於古代的「神荼」與「鬱壘」，如「迎春」「接福」、「大吉」「大利」、「百福」「千祥」、「吉祥」「如意」等，也有以七字對聯形式呈現的。 |
| 門神         |      | 成對貼於大門左右兩扇門上，或對齊貼在獨扇大門上，常見為門神人物圖案，亦有文字書寫神諱。 |
| 春條         |      | 又稱「揮春」，是單條書寫的吉語，如「恭賀新禧」、「抬頭見喜」、「龍馬精神」、「吉慶有餘」等，多貼於房門、牆壁上，呈長條狀。 |
| 框對         |      | 貼於大門左右柱或壁上的叫做「框對」，分為上聯和下聯，即一般俗稱的「春聯」、「門聯」，格律規則與一般對聯相同，張貼時上聯在右，下聯在左。 |
| 橫彩（彩條） |      | 一種條狀的長方形春聯，上面印有吉祥字句（如「富貴吉祥」、「五福臨門」、「招財進寶」等）及財神、童子、八仙的圖案，稱作的名稱有橫彩、彩條或彩帶，為門錢（門簽）的一種，常張貼於橫批門楣下方來增加節慶氣氛及趨吉辟邪的功能。                                                                                             |
| 橫批         |      | 也作「橫披」，橫貼於門楣的橫木或壁上的叫做「橫批」，如「鴻禧」、「出入平安」、「吉星高照」，亦有與框對呼應者。 |
| 福符         |      | 也作門錢、吊錢、掛錢，貼於門楣的橫木或壁上，也有貼在窗戶上。 |
| 字畫         |      | 常見於越南，寫大字於紅紙或黃紙、白紙上，常見的有「忍」、「達」、「心」、「福」、「壽」、「吉祥」等。 |

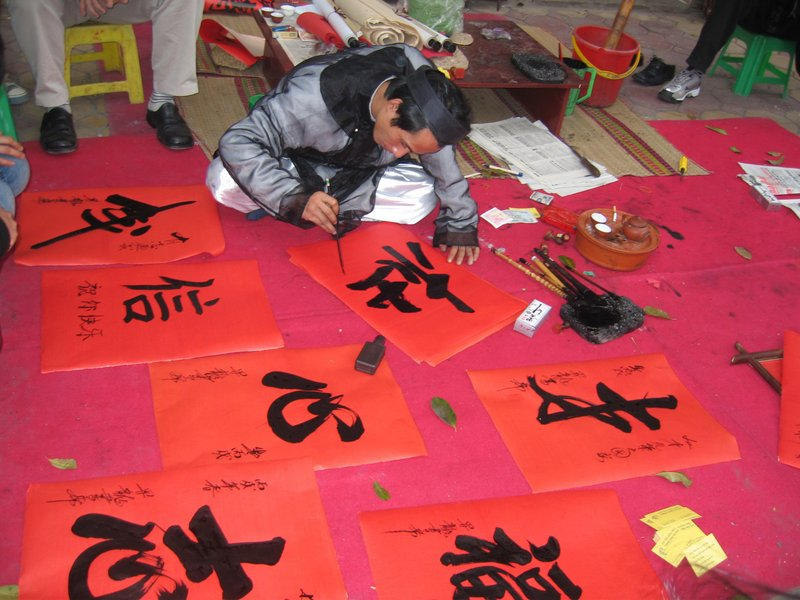
越南的字畫式春聯

以上屬於較為常見的傳統類型，現代的春聯也有其他形式的。

### 樣式

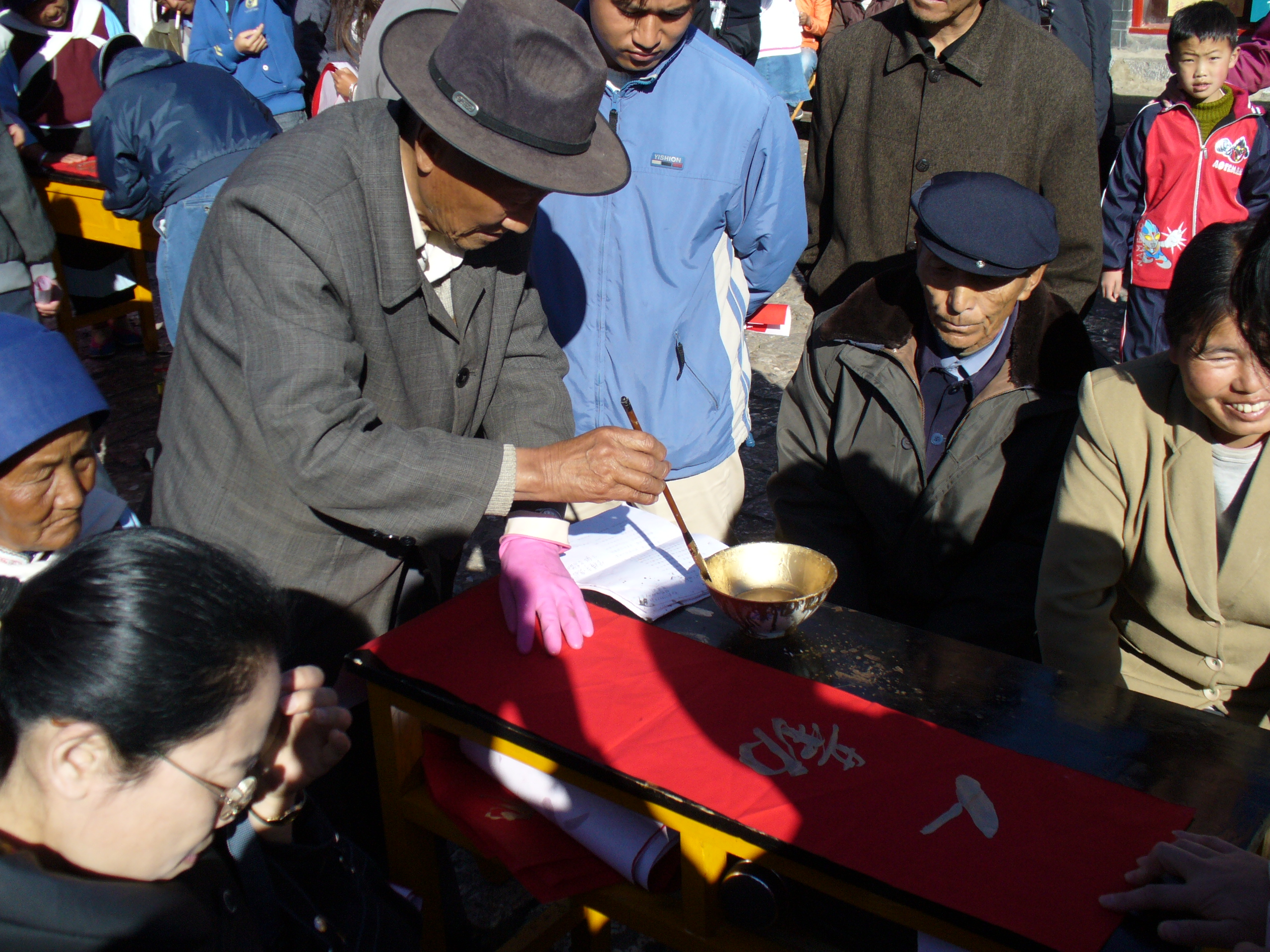
以金漆和紅紙寫春聯

春聯最初出現時是寫在白紙上，這種風俗傳到朝鮮半島並保留下來，至今朝鮮族（包括韓國、北朝鮮）、 日本人的春聯仍然於白紙上，並仍然使用漢字寫春聯。中國自明朝起用紅色的紙寫春聯，後來以紅紙寫春聯的習俗也傳到越南，但近年大中華地區也流行以金色紙作春聯。越南傳統上也用漢字寫春聯，國語字出現後，有些人也改用國語字寫或印製春聯。
在歲末至春節期間，街頭常有路邊攤出售即席揮毫的春聯。一些人認為家中貼上運氣好的人寫的春聯會令一家行好運。
近幾十年在中國大陸、香港、澳門、台灣、越南又出現機印春聯，常會於文具店出售，有紅底黑字的，也有紅底燙金字的，亦有其他顏色、字形的。也有一些專門生產、售賣春聯的公司。
不少大企業也有印上公司名字及商標的春聯，派送給客戶。若果顧客喜歡在家中貼此類春聯，可以收到廣告、宣傳效果，香港一些區議員、立法會議員，台灣一些民意代表、地方政府，以及一些廟宇，也會印製春聯派發給民眾來提高知名度和達到宣傳目的。由於，此類揮春的廣告宣傳效果強，所以有極多企業通過不同的途徑，派送給客戶，例如銀行分行、隨報紙附送、鐵路出口等。也有一些公司專門承企業或個人訂製印有公司名或人名的宣傳性質春聯。

## 常見的春聯語句

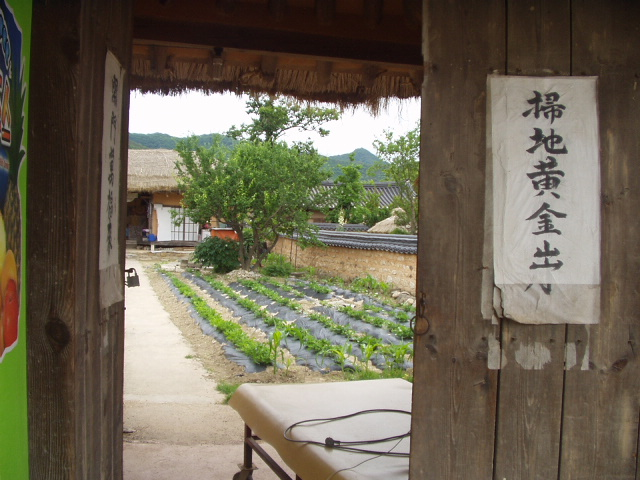
朝鮮門聯式立春榜

春聯的語句以吉祥意義的字詞為主，寄寓了人們希冀美好生活的情感，與人們的生活習慣往往息息相關，透射出對生活的期盼。由於事事順心、生活平安、家庭和睦、國家繁榮、健康長壽、富貴豐足等是從古到今不少人的願望，因此「心想事成」、「從心所欲」、「百無禁忌」、「萬事勝意」、「如意吉祥」、「事事亨通」、「福壽無疆」、「四季平安」、「平安大吉」、「長命富貴」、「一團和氣」、「家給人足」、「年年有餘」、「豐衣足食」、「財源廣進」、「招財進寶」、「國泰民安」、「福壽康寧」、「身壯力健」、「龍馬精神」、「福」、「壽」等都是歷久不衰的語句。也有一些春聯是寄寓了人們對自身的志向以及道德修養方面的目標，如「忍」、「達」等。
有些春聯純粹是表現出新年的喜慶和對人的祝福，如「迎春接福」、「恭賀新禧」、「恭喜發財」、「立春大吉」、「大吉大利」、「週年旺相」、「一元復始」、「萬象更新」、「大吉」、「春」、「喜」、「炮竹一聲除舊，桃符萬象更新」、「天增歲月人增壽，春滿乾坤福滿門」等。
有的春聯會搭配該年的生肖（動物），以該動物或同音、諧音字創作吉句，如「金猴獻瑞」、「金雞報喜」等，又如「猴（活）力充沛 」、「雞（吉）祥如意」、「十犬（全）十美」等，並搭配可愛、喜氣的卡通動物圖案，更添趣味。
傳統的房屋還會規定不同形狀的春聯要貼於不同的位置，如中國、越南春聯的對聯貼於楹柱、門柱，橫批貼於門楣，朝鮮立春帖的對句貼於門楣或門扉呈尖頂形等。但現代建築的設計不同，也就沒有硬性規定如何張貼春聯了，所以現在也常有人在屋內的牆壁上貼對聯、橫批、對句等。
此外，在不同的位置也有專門配合該位置的春聯字句，如「花開富貴」貼於年花的花盆、花瓶上，「大吉」斗方貼於年桔盆上，「常滿」、「滿」斗方貼於米缸上面，「出入平安」、「開門見喜」、「開門萬福」貼於門口，「滿院春光」、「滿院生輝」貼於院子等，如果把字句貼到不適當的位置往往會鬧出笑話。清朝人李光庭的《乡言解颐》就記載了一個不識字的人把「人口平安」貼在豬圈口，把「肥豬滿圈」貼在臥室內。

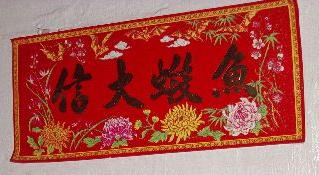
香港大澳洪聖廟內的「魚蝦大信」橫批

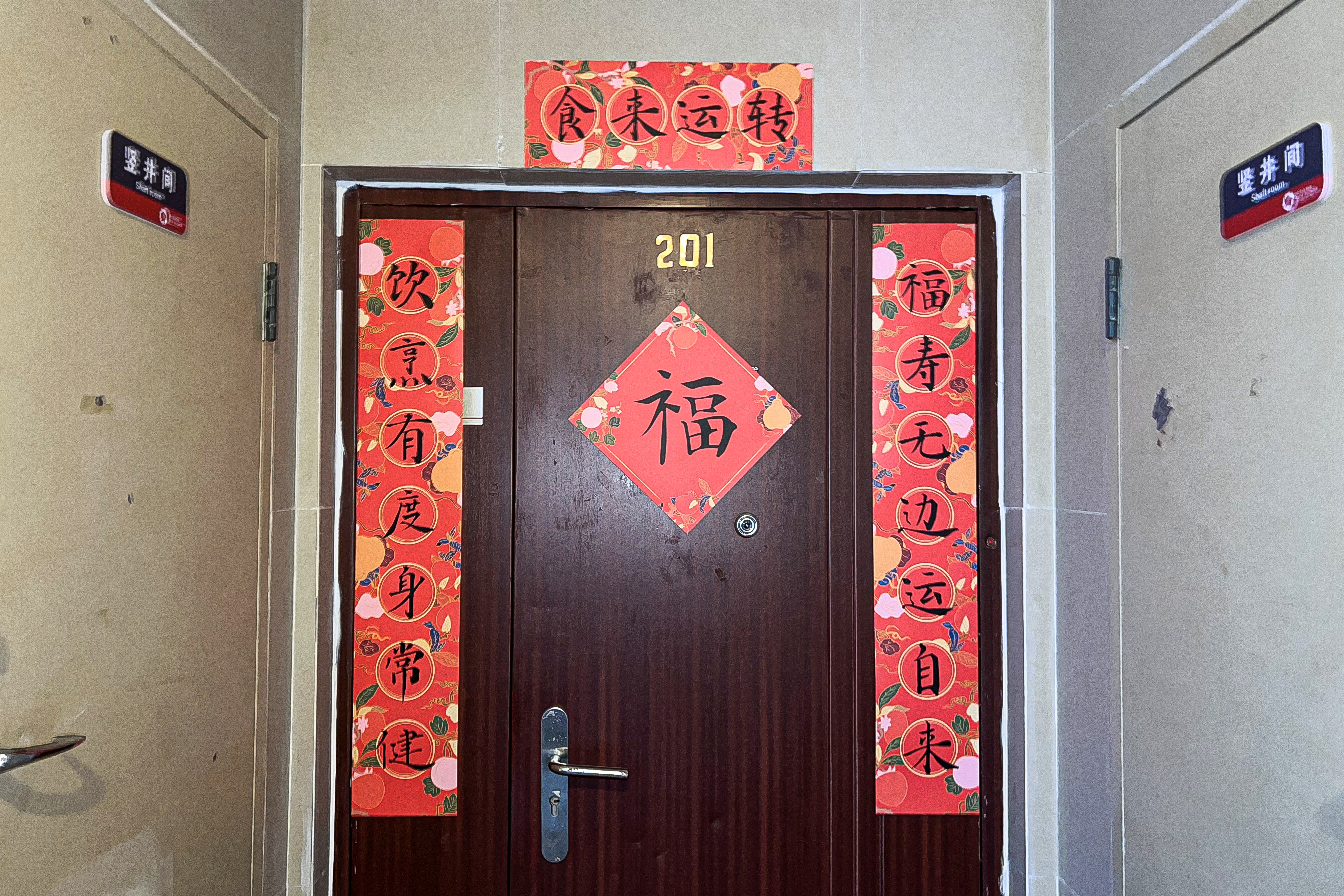
一则与饮食相关的春联

不同身份、職業、喜好的人也會貼上不同的春聯。如做生意的人會貼上「生意興隆」、「大展鴻圖」，投資者會貼「一本萬利」，開店售賣貨品或從事銷售、貿易工作的人會貼上「貨如輪轉」、「客似雲來」，農民會貼「五穀豐收」、「風調雨順」，漁民會貼「魚蝦大信」、「一帆風順」，畜牧業者會貼「六畜興旺」，受薪者會貼「步步高陞」，學生會貼「學業進步」，家有小孩的會貼「快高長大」，駕駛者會貼「路路亨通」，賭徒會貼「橫財就手」等。
春聯語句會隨時代、地域而有所差異，也反映人們的生活。從前糧食較少，人們以吃飽飯為願望，就常常會在米缸上貼上「滿」或「常滿」的斗方，以祈經常有米吃。現代的港澳地區，由於流行賽馬、賽狗、六合彩等賭博活動，因此常看到「狗馬亨通」、「六合常中」之類的春條。近年城市又流行減肥瘦身，因此「減肥成功」也是常見的春條。
另外，宗教界也有獨特的字句春聯，如佛教以「阿彌陀佛」佛號作為春聯、母娘信仰者書寫「母娘慈悲」作為祝福，隨著基督宗教的傳入和普及，一些教會和教徒也會書寫或印刷一些內容與基督宗教教義相關的福音春條、春聯，如「天主保佑」、「神愛世人」、「主恩常在」、「榮神益人」、「主賜平安」、「福杯滿溢」、「天賜十條誡，門迎八福春」、「送舊歲除舊事，迎新年作新人」、「救恩長存念天主，春光早到耀世人」、「哲人寒冬報佳訊，瑞氣暖春思福音」等，派發給教友作祝福、勉勵，也會藉派發福音春聯給非教徒來傳教，或作為籌款義賣用途，也會於基督教書局出售。

## 延伸阅读
- 《韓國的民俗與文化》，臺灣商務印書館 ISBN 9570521163
- 《春節文化》，山西古籍出版社 ISBN 7805985227
- 《春節》，中國社會出版社 ISBN 7508713559
- 《吉瑞中國節》，內蒙古人民出版社 ISBN 7204070682
- 《節趣》，學林出版社 ISBN 7806165150
- 《歲時節日裡的中國》，中華書局 ISBN 7101050549
- 《越南》，社會科學文獻出版社 ISBN 7801903978